# 库波波企鹅属
库波波企鹅属（学名：Kupoupou）为企鹅目 的一个属。

## 下属物种
本属包括以下物种：
- Kupoupou stilwelli Blokland, Reid, Worthy, Tennyson, Clarke & Scofield, 2019[2]